# Coco Montoya
Coco Montoya (eredeti neve Henry Montoya; Santa Monica (Kalifornia), 1951. október 2. - ) amerikai  gitáros. Balkezes zenész; jobbkezes hangolású gitáron "felülről lefelé" játszik. 1984 és 1994 között a John Mayall's Bluesbreakers tagjaként játszott.
Nagy sikere volt a Get Your Business Straight. 

## Életpályája
Montoya karrierje az 1970-es évek közepén kezdődött, amikor Albert Collins felkérte, hogy csatlakozzon együtteséhez dobosként. Collins tanította meg Montoyának saját, "Icy hot" elnevezésű gitárstílusára.   Collinsszal azután is barátok maradtak, hogy Montoya elhagyta Collins együttesét.
Nem sokkal azután, hogy John Mayall az 1980-as évek elején hallotta Montoyát gitározni egy Los Angeles bárban, felkérte Montoyát, hogy csatlakozzon az ő újjáalakított együtteséhez. Ettől fogva Montoya 10 éven át Mayall együttesének tagja maradt.
1995-ben megjelent a Radioland című albuma, s  Cate Brothers együttessel közösen.  Ugyanezen év óta Montoya több szóló albumot is rögzített.
2002-ben szerepelt  Bo Diddley Hey Bo Diddley – A Tribute!  című tribute albumán,  Pills című dalával. 
2019-es felvételét, a „Coming In Hot”-ot az AllMusic a „Kedvenc blues album”-nak választotta.

## Házastársa
Lenora Montoya (2008-tól)

## Filmje
John Mayall & the Bluesbreakers: Live at Iowa State University

## Diszkográfiája
- 1995 Gotta Mind To Travel
- 1996 Ya Think I'd Know Better
- 1997 Just Let Go
- 2000 Suspicion
- 2002 Can't Look Back
- 2007 Dirty Deal
- 2009 The Essential Coco Montoya (compilation)
- 2010 I Want It All Back
- 2014 Songs From The Road (Live)
- 2017 Hard Truth
- 2019 Coming In Hot

## Fordítás
Ez a szócikk részben vagy egészben a Coco Montoya című angol Wikipédia-szócikk fordításán alapul.  Az eredeti cikk szerkesztőit annak laptörténete sorolja fel. Ez a jelzés csupán a megfogalmazás eredetét és a szerzői jogokat jelzi, nem szolgál a cikkben szereplő információk forrásmegjelöléseként.